# Gradešnica
Gradešnica är en ort i Nordmakedonien. Den ligger i kommunen Novaci, i den södra delen av landet, 110 kilometer söder om huvudstaden Skopje. Gradešnica ligger 852 meter över havet och antalet invånare är 687.